# Warsan Shire
Warsan Shire (Somali Warsan Shireh, arabisch ورسان شرى) (geboren 1988 in Kenia) ist eine somalisch-britische Autorin, die mit ihrer Lyrik bekannt wurde. Sie ist Preisträgerin des Brunel University African Poetry Prize.

## Leben und Werk
Warsan Shire wurde 1988 in Kenia als Tochter somalischer Eltern geboren. Mit einem Jahr zog sie mit ihrer Familie nach England um. Die Lyrikerin schloss ihr Studium in kreativem Schreiben mit einem Bachelor ab. Seit 2015 hat sie ihren Hauptwohnsitz in London.
2011 veröffentlichte Warsan Shire die Gedichtsammlung Teaching My Mother How To Give Birth im Verlag flipped eye. Ein größerer Gedichtband soll 2016 beim gleichen Verlag erscheinen. Zwischenzeitlich wurden Gedichte aus dem Debütband von Beyoncé auf ihrem im April 2016 erschienenen Album Lemonade als Zwischentexte verwendet.
Warsan Shire wurde zu Lesungen rund um die Welt eingeladen und las ihre Texte unter anderem in Deutschland, Italien, Nordamerika, Südafrika und Kenia. Ihre Gedichte erschienen in zahlreichen Zeitschriften, wie dem Poetry Review, Magma and Wasafiri, sowie den Anthologien Salt Book of Younger Poets (Salt, 2011) und Ten: The New Wave (Bloodaxe, 2014). Die Texte wurden in mehrere Sprachen übersetzt, darunter ins Italienische, Spanische, Portugiesische, Schwedische und Dänische.
Warsan Shire ist Editorin für den Bereich Lyrik beim SPOOK Magazin und gibt weltweit und online Poesie-Workshops mit therapeutischem und ästhetischem Hintergrund.

## Auszeichnungen
Warsan Shire wurde für ihre Kunst mehrfach ausgezeichnet. Im April 2013 erhielt sie den ersten African Poetry Prize der Brunel University. Dieser Preis wird an Lyriker vergeben, die noch kein eigenes vollständiges Buch veröffentlicht haben. Aus 655 Einreichungen war eine Shortlist von sechs Favoriten erstellt worden, aus denen wiederum Warsan Shire als Siegerin ausgewählt wurde.
Im Oktober 2013 wurde Warsan Shire zur ersten Young Poet Laureate for London ernannt. Die Ehrung ist Teil des London Legacy Development Corporation’s Spoke Programms, mit dem Kunst und Kultur im Queen Elizabeth Olympic Park und seiner Umgebung gefördert werden soll.
2014 wurde Warsan Shire zum poet in residence von Queensland ernannt. Sie verbrachte in diesem Rahmen sechs Wochen im Aboriginal Centre for Performing Arts von Queensland.
2019 wurde sie in die Anthologie New Daughters of Africa von Margaret Busby aufgenommen.

## Veröffentlichungen
- Teaching My Mother How To Give Birth, flipped eye, 2011, ISBN 1-905233-29-9
- Her Blue Body, flap pamphlet series, flipped eye, 2015
- Bless the Daughter Raised by a Voice in Her Head, 2022
  - Haus Feuer Körper, zweisprachige Ausgabe Englisch-Deutsch, übersetzt von Muna AnNisa Aikins, Mirjam Nuenning, Hans Jürgen Balmes, S. Fischer Verlag, Frankfurt am Main 2022, ISBN 978-3-10-397106-4